# 辻井伸行
辻井伸行（1988年9月13日—）、日本钢琴家。出生後就因罹患小眼球症而全盲，但從小就對鋼琴有特殊才能。2009年為日本贏得史上第一座范·克莱本国际钢琴比赛金牌，畢業於上野學園大學。
他師從增山真佐子、川上昌裕、川上由佳里、橫山幸雄、田部京子等人。
2019年11月3日，日本天皇德仁，於5月繼位登基後，假東京皇居前廣場舉行《即位奉祝祭典》，嵐獲邀獻唱，在管弦樂團及辻井伸行伴奏下，獻唱特別為今天祭典創作的祝賀組曲《Ray of Water》第三章歌曲《Journey to Harmony》。

## 外部連結
- 辻井伸行 Official Web Site  Nobu Piano.
- コンサートイマジン プロフィール
- 辻井いつ子の子育て広場 （页面存档备份，存于）
- 父親（辻井産婦人科医院医師）へのインタビュー記事 - 田園都市ドットコム
- 辻井産婦人科医院 （页面存档备份，存于）